# Gilles Cardinet
Gilles Cardinet est un footballeur français né le 18 mars 1962 à Decize (Nièvre) évoluant au poste de milieu de terrain. 1,78 m pour 73 kg. 
Formé au Paris Saint-Germain, il y fait ses débuts professionnels en 1979. Il joue par la suite à Brest et Valenciennes.

## Carrière de joueur
- 1979-1983 : Paris SG
- 1983-1984 : Stade brestois (prêt)
- 1984-1985 : Paris SG
- 1985-1989 : US Valenciennes-Anzin[1]